# Oglasa notabilis
Oglasa notabilis là một loài bướm đêm trong họ Noctuidae.